# Svenska folkdansens vänner

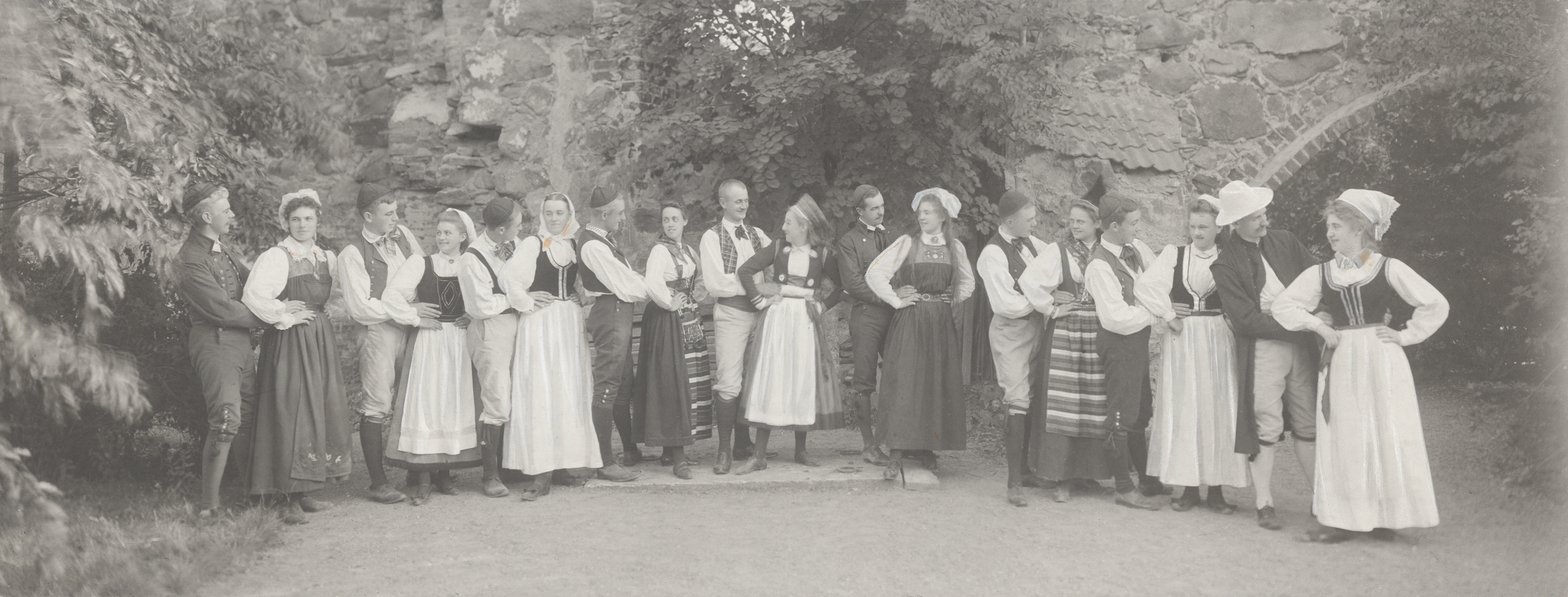
Folkdansens vänner i Åtvidaberg, Östergötland, 1901.

Svenska Folkdansens Vänner är en förening grundad 1893 med syftet att vårda kulturarvet kring folkdans, folkmusik och folkdräkter, med Philochoros (Uppsalastudenternas folkdanslag, grundat 1880) som förebild.
Idag har föreningen ca 230 medlemmar, efter att ha tappat många medlemmar under 1980-talet.
Våra äldre långvariga medlemmar går tyvärr ur tiden och nyrekryteringen är svag, folkdans är inte inne helt enkelt.

## Dräktsamling
Föreningens folkdräktssamling, påbörjad på 1920-talet, består av ett femtiotal kompletta folkdräkter.

## Lokaler
År 1906 donerades SFV:s Uttringe herrgård i Rönninge, Salems kommun till Svenska Folkdansens Vänner.